# 斯塔巴克島
斯塔巴克島（英語：Starbuck Island，又名）是太平洋島國基里巴斯的環礁，屬於萊恩群島的一部分，位於莫爾登島西南200公里，長8.9公里、寬3.5公里，面積16.2平方公里，最高點海拔高度5米，每年平均降雨量約800毫米。

## 历史
1856年美国以《鸟粪岛法》宣称该岛所有权，但该岛于1866年为英国实际控制。1870年至1893年间，该岛曾经开采过鸟粪石。因为该岛位置非常低，约为海平面以上5米，故而曾经有许多船只在附近触礁。
该岛作为英国保护国吉尔伯特和埃利斯群岛，直到1979年基里巴斯独立为止。美国亦在同年签署的《塔拉瓦条约》中放弃了该岛的所有权宣称。
现在斯塔巴克岛是斯塔巴克野生动物保护区的一部分。

## 参考文献

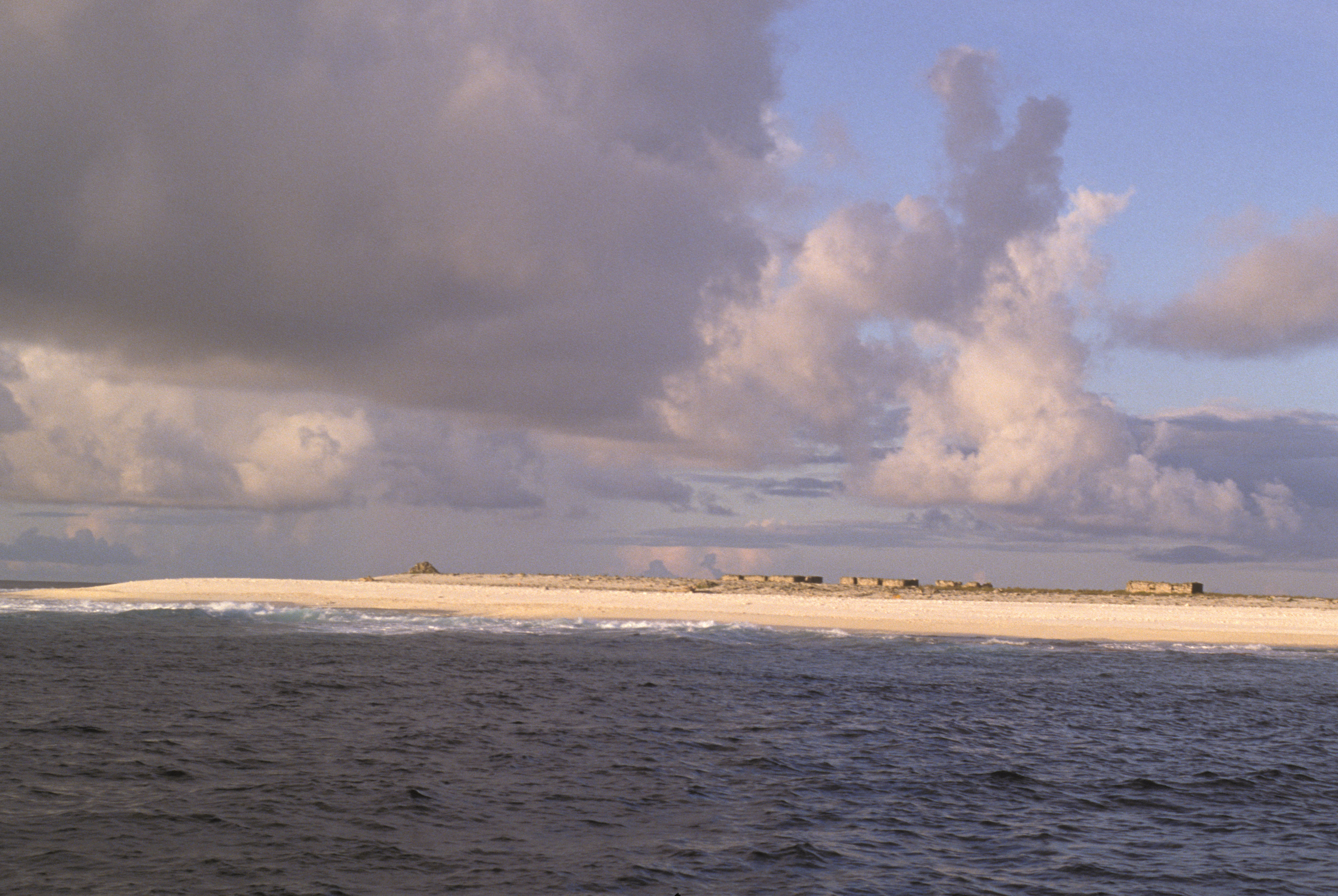